# Munādschāt
Eine Munādschāt (arabisch مناجاة, DMG munāǧāh ‚vertrauliche Unterhaltung, Zwiesprache mit Gott‘, persisch مناجات, DMG munāǧāt) ist in der islamischen Frömmigkeit ein leise gesprochenes Gebet oder eine Anrufung Gottes. Wie das Duʿā' kann das Munādschāt-Gebet sowohl Ergebnis einer individuellen Formulierung des Betenden sein als auch ein durch Überlieferung fixierter Text. Während das Duʿā' jedoch in engem Zusammenhang mit dem Koran steht und oft auch aus ihm entnommene Verse enthält, steht die Munādschāt in besonderer Nähe zur sufisch inspirierten Dichtkunst. Einige Munādschāt-Gebete haben künstlerischen Charakter und gelten als hervorragende literarische Zeugnisse. Munādschāt-Gebete spielen auch eine wichtige Rolle in der religiösen Literatur und den Ritualen der Zoroastrier.

## Munādschāt als frei formuliertes Gebet
Das arabische Wort munāǧāt ist ein Verbalsubstantiv zu dem arabischen Verb nāǧā (III. Stamm) mit der Bedeutung “jemandem zuflüstern, Geheimes anvertrauen, jemanden ins Vertrauen ziehen”, das auch im Koran (Sure 58:12 ) in diesem Sinne gebraucht wird. Möglicherweise ist die Bedeutung des Worts auch von Sure 19:52  inspiriert, wo davon die Rede ist, dass Gott Mose als vertraulichen Gesprächspartner (naǧīyan) zu sich auf den Berg Sinai rief. Das arabische Verb nāǧā kommt auch in dem folgenden Hadith, der auf Abū Huraira zurückgeführt wird und in die kanonische Sammlung Sahīh al-Buchārī aufgenommen wurde: „Wenn sich jemand von euch zum rituellen Gebet erhebt, dann soll er nur mit seinem Herrn Zwiesprache halten (yunāǧī), denn sein Herr ist zwischen ihm und der Qibla.“
Frei formulierte Munādschāt-Gebete in Form einer Zwiesprache mit Gott kommen auch in der Literatur vor. So wird in dem malaiischen Roman Hikayat Faridah Hanom erzählt, wie Faridah Hanom, bevor sie sich auf ihren Geliebten Shafik Efendi einlässt, ein Munādschāt-Gebet zu Gott spricht, in dem sie ihn bittet, für den Fall, dass Shafik Efendi ein unehrenhafter Mann sein sollte, die Liebe zu ihm wieder aus ihrem Herzen herauszuziehen. Nur wenn dieser ein Mann sein sollte, „der das saubere Leben vorzieht, indem er die Würde und Ehre der Frau schützt und nicht jeder satanischen Neigung der Triebseele folgt,“ möge Gott sie „in der Liebe zu ihm vergehen lassen“ und Shafik Efandi „zu dem ersten und auch letzten Mann“ machen, der ihren Körper „in erlaubter Weise“ berührt. Nach dem Gebet fühlt sich Faridah Hanom frei in ihrem Herzen, „als ob es jemanden gäbe, der sie wissen ließ, dass in dem Liebesverhältnis mit Shafik Efendi keine Gefahr bestehe“.

## Durch Überlieferung fixierte Munādschāt-Gebete
Zwar ist die Munādschāt eigentlich ein improvisiertes Gebet, doch werden von einigen Sufis Bücher überliefert, in denen ihre Munādschāt-Gebete zusammengestellt sind. Nicht erhalten hat sich das Kitāb al-Munāǧāt von al-Dschunaid (gest. 910). Das Kitāb al-Munāǧāt von Schihāb ad-Dīn Yahyā as-Suhrawardī (gest. 1191) ist dagegen in Handschriften überliefert und ist auch kommentiert worden.
Zu den bekanntesten Munādschāt-Sammlungen in persischer Sprache gehört diejenige von ʿAbdallāh al-Ansārī (gest. 1089), die auch als Munāǧātnāma bekannt ist. Jan Rypka meint, dass al-Ansārī den Gedanken der Munādschāt als einem „intimen Dialog der Seele mit Gott in Form eines Monologs“ seinem Scheich Abū l-Hasan Charaqānī (gest. 1033) verdankt. Die einzelnen Gebet sind abwechselnd in Sadschʿ, also Reimprosa, und in Rubāʿī-Versen abgefasst. Die Textteile in Sadschʿ sind üblicherweise mit der Invokation elāhī („Mein Gott“) oder anderen Anrufungen Gottes eingeleitet, hymnische Darstellungen dominieren. Wie die meisten anderen Werke al-Ansārīs wurden auch seine Munādschāt erst nach seinem Tod von seinen Schülern niedergeschrieben und zu einem Text zusammengestellt. Allerdings haben zahlreiche Kopisten in den Jahrhunderten seit Entstehung des Munāǧātnāma Verse hinzugefügt, entfernt und verändert, so dass kein standardisierter Text existiert. Al-Ansārīs Munādschāt beeinflussten die ihm nachfolgenden persischen Dichter, die sich formal und inhaltlich von ihnen inspirieren ließen. Nizāmī (gest. 1209) und Fariduddin Attar (gest. 1220) dichteten Munādschāt, die sie ihren Epen voranstellten. Dabei passten sie ihre äußere Form der Dichtungsform an, die sie in diesen Erzählungen verwendeten, in der Regel ein Masnawī. Inhaltlich lehnten sie die Gebete an Al-Ansārīs Vorbilder an, indem sie darin Gott priesen, an seine Gnade appellierten und mystisches Gedankengut vortrugen.
Neben persischen sind in Iran auch verschiedene arabische Munādschāt verbreitet, so insbesondere diejenigen aus dem populären schiitischen Gebetskompendium Mafātīḥ al-ǧinān von Scheich ʿAbbās Qomī (gest. 1940/41). Singuläre kurze Munādschāt in arabischer Sprache mit interlinearer persischer Übersetzung in Taschenformat, aber ohne Autorangabe, werden in religiösen Buchhandlungen und im Devotionalienhandel angeboten, dienen dem täglichen Gebrauch und sind besonders bei Frauen beliebt.
Auf Ahmed Yesevi zurückgeführte (gest. 1166) Munādschāt-Gebete sind seit dem Mittelalter ein festes Element der tatarischen Volksliteratur. Bei den Baschkiren sind Munādschāt ein spezielles musikalisch-poetisches Genre lyrisch-epischen und religiösen Charakters.

## Zoroastrische Munādschāt-Gebete
Ab dem 13. Jahrhundert hat man auch im Zoroastrismus mit der Zusammenstellung von Munādschāt-Sammlungen begonnen. Zoroastrische persische Munādschāt wurden in allen klassischen Formen der persischen Dichtung sowie auch in Prosa verfasst. Neben dem Ghazal, der Qitʿa und dem Rubāʿī ist der Masnavi die beliebteste Reimform. Beate Schmermbeck hat 23 zoroastrische persische Munādschāt 2008 ins Deutsche übersetzt. Zwar kam die Produktion zoroastrischer Munādschāt in Iran schon zwischen dem 16. und dem 19. Jahrhundert zum Erliegen, doch wurden ab der Mitte des 19. Jahrhunderts persische Munādschāt im Khordeh Avesta veröffentlicht. Die Abfassung von Munādschāt war allerdings mehr in Indien als in Iran verbreitet.
In Indien sind einige Munādschāt auf Gujarati gehalten. Eine anschauliche Beschreibung des Munādschāt-Gebets hinsichtlich seiner Funktion für den Gläubigen als Ausdruck religiöser Gefühle gibt der parsische Gelehrte Jivanji J. Modi (1854–1933): „Es ist ein Gebet, bei dem der Betende ein Gespräch mit seinem Gott führt und seine eigenen inneren, persönlichen Gefühle der Hingabe und des Ausdrucks der Demut ausschüttet.“ Aufgrund der Modernisierung hat allerdings das Beten von Munādschāt in den letzten Jahrzehnten des 20. Jahrhunderts in den Parsi-Gemeinschaften an Popularität verloren.
In Iran memorierten um die Wende zum 21. Jahrhundert nur noch ältere Menschen, hauptsächlich Frauen, Munādschāt als Teil ihrer täglichen Gebete. Sie gerieten oft in Opposition zum religiösen Establishment, das Munādschāt aufgrund ihrer islamischen Herkunft als eine unerlaubte Neuerung der zoroastrischen Religion betrachtet.

## Belege
1. ↑  Schmermbeck: Persische zarathustrische monāǧāt. 2008, S. 33.
2. ↑  Vgl. Ṣaḥīḥ al-Buḫārī, Kitāb aṣ-Ṣalāt Nr. 405. Digitalisat
3. ↑  Sayyid Sheikh al-Hadi: Shafik Afandi dengan Faridah Hanom. Mercantile Press, Penang 1926, S. 22f.
4. ↑  Bosworth: Munādjāt. 1992, S. 557.
5. ↑  Carl Brockelmann: Geschichte der arabischen Litteratur. Leiden 1943. Bd. I (2. Aufl.), S. 565.
6. ↑  Jan Rypka: Iranische Literaturgeschichte. Harrassowitz, Leipzig 1959. S. 218.
7. ↑  Schmermbeck: Persische zarathustrische monāǧāt. 2008, S. 27.
8. ↑  Schmermbeck: Persische zarathustrische monāǧāt. 2008, S. 28.
9. ↑  Schmermbeck: Persische zarathustrische monāǧāt. 2008, S. 28f.
10. ↑  Schmermbeck: Persische zarathustrische monāǧāt. 2008, S. 31f.
11. ↑  Borodovscaya: The Reflection of Yasavi’s Traditions in the Islamic and Sufi Symbolism of Tatar Folk Munajats. 2016.
12. ↑  Salikhov/Gizzatullina: Revisiting Some Religious Terms, Hadiths and Ayahs in Bashkir Munajats. 2021.
13. ↑  Schmermbeck: Persische zarathustrische monāǧāt. 2008, S. 163–344.
14. 1 2 3  Schmermbeck: Monājāt I. In Zoroastrianism. 2000.
15. ↑  Zitiert nach Schmermbeck: Monājāt I. In Zoroastrianism. 2000.